# Kontrahierung
Unter Kontrahierung (lateinisch contrahere, „zusammenziehen, übereinkommen“, im Sinne von „eine Geschäftsverbindung eingehen“; eher gebräuchlich als Verb kontrahieren) wird in Recht und Wirtschaft das Zustandekommen eines Vertrags verstanden.

## Allgemeines
In der Studentensprache wird das Verabreden zum Duell als Kontrahieren bezeichnet, wobei das lateinische Wort für „gegen“ (lateinisch contra) eine Rolle gespielt hat („Gegner im Zweikampf“). Der Vertrag wird heute in der Kanzleisprache auch Kontrakt genannt. Von ihm wurde vor allem im Bank- und Börsenwesen (Finanzkontrakt), im Devisenhandel oder im Warenhandel (Commodities) der Begriff der Kontrahierung abgeleitet. Kontrahent ist entsprechend der andere Vertragspartner. Das Selbstkontrahieren ist gemäß § 181 BGB im Regelfall unwirksam und nur unter bestimmten Voraussetzungen zulässig.

## Arten
Bei Eigengeschäften und im Freiverkehr haben die Kunden der Kreditinstitute keinen Anspruch auf Ausführung ihrer Wertpapierorder zu einem offiziellen Börsenpreis, so dass in diesen Fällen eine Vermittlung durch Freimakler oder Kontrahierung mit Freimaklern möglich ist. Der Stillhalter (Verkäufer einer Option; englisch option writer) hat die Pflicht, den dem Optionskontrakt zugrunde liegenden Basiswert (Wertpapiere, Devisen, Edelmetalle) entsprechend den Weisungen des Käufers zu liefern oder abzunehmen. Als Gegenleistung erhält er vom Käufer zum Zeitpunkt der Kontrahierung den Optionspreis (Optionsprämie).
Wird ein Devisentermingeschäft isoliert kontrahiert, so liegt ein Outright-Termingeschäft vor. Erfolgt jedoch simultan mit dem Devisentermingeschäft die Kontrahierung eines nach Währung und Betrag kongruenten Kassageschäftes oder Devisentermingeschäftes mit abweichender Fälligkeit, dann liegt ein Swapgeschäft vor. Dem Hedging des Währungsrisikos liegt die Überlegung zugrunde, dass ein Rückgang des Devisenkurses im Zeitraum zwischen Kontrahierung eines Exports in Fremdwährung und Zahlungseingang ein Ausfallrisiko liegt. Das gilt auch umgekehrt bei Kurssteigerung für die Kontrahierung eines Imports in Fremdwährung und Zahlungsausgang.

## Kontrahierungszwang
In Ausnahmefällen wird die allgemein geltende Privatautonomie bei Kontrahierungen durch gesetzlichen Kontrahierungszwang außer Kraft gesetzt, so dass Rechtssubjekte gezwungen werden, in bestimmten Situationen Verträge abschließen zu müssen.